# 黃一騰
黄一腾，字仲昇，號鳳衢，又自号问瞿，直隶寧國府寧國縣人。明朝政治人物。

## 生平
萬曆十年（1582年）壬午科應天鄉試舉人，二十六年（1598年）戊戌科進士，觀政兵部，上武备十議，传誦一时。出知完县，县多盗，騰舉行保甲，講律令，两月俗大革。萬曆二十七年（1599年）調知南昌，舊有虚加丁數，相沿在册。及沙塞虚米九百余石，为民累，騰力为清核。捐貲置學田赡士。丰城圩田水潦，议派民夫治之，苦为豪右所格，郡檄腾董役，乃为勘要害相高下，均派圩夫，虽权家不得挠，永为例。有税璫潘相者，骄横至絷辱宗室，腾数其过，使减诸驺骑溢额者。潘怒，撼以危言，腾蔑如也。擢礼部仪制司主事，三十五年考选，授监察御史，三十六年八月被降职。明年省亲归，读书瞿硎故址，自号「问瞿」。三十八年庚戌（1640年）起补南户部貴州司主事，四十年升浙江司郎中，四十一年转南吏部文选司郎中，四十三年升山东布政司参议，备兵永平。四十五年丁艰归，服阕赴补，卒于京。所著有《正续诸儒》十六卷。